# Wulpbekmuisspecht
De wulpbekmuisspecht (Drymotoxeres pucheranii; synoniem: Campylorhamphus pucherani) is een zangvogel uit de familie Furnariidae (ovenvogels).

## Verspreiding en leefgebied
Deze soort komt voor van centraal Colombia tot zuidoostelijk Peru.

## Status
De grootte van de populatie is niet gekwantificeerd maar de soort wordt omschreven als zeldzaam. Op de Rode lijst van de IUCN heeft deze soort de status gevoelig.